# Alpiarça
Alpiarça (aɫpi'aɾsɐ) è un comune portoghese di 8 024 abitanti situato nel distretto di Santarém.

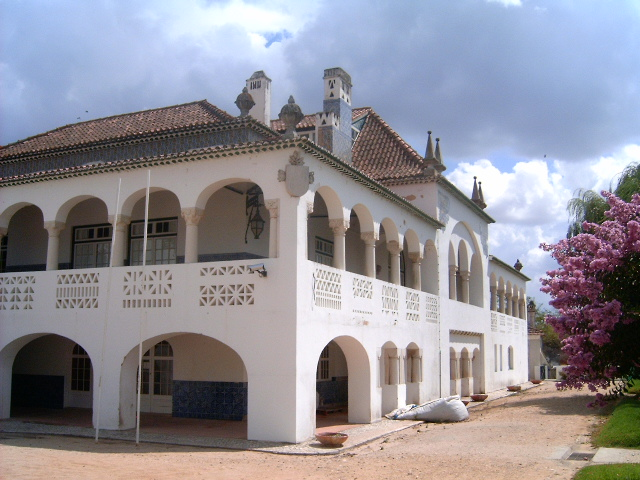
"Casa dos Patudos", o "Casa de José Relvas"

## Società

### Evoluzione demografica
| 1920 | 1930 | 1960 | 1981 | 1991 | 2001 | 2004 |
| 8591 | 7550 | 7856 | 8120 | 7711 | 8024 | 8198 |

## Freguesias
- Alpiarça

## Amministrazione

### Gemellaggi
- Champigny-sur-Marne